# La maldición de la bestia
La maldición de la bestia és una pel·lícula espanyola de terror estrenada en 1975, dirigida per Miquel Iglesias i Bonns i protagonitzada en el paper principal per Paul Naschy.
Pel seu paper en la pel·lícula Paul Naschy va rebre el premi al millor actor al VIII Festival Internacional de Cinema Fantàstic i de Terror.

## Sinopsi
El professor Lacombe convida a l'antropòleg Waldemar Daninsky a participar en una expedició científica a l'Himàlaia amb la finalitat de descobrir al Ieti. Els problemes comencen quan el mal temps s'avança i per confiar en un guia expert però alcohòlic, que farà que el protagonista es perdi i acabi en una cova habitada per dues dones caníbals, adoradores del déu Moloch. La mossegada d'una d'elles el converteix en un home llop.

## Repartiment
- Paul Naschy com Waldemar Daninsky
- Mercedes Molina com Sylvia Lacombe (as Grace Mills)
- Silvia Solar com Wandesa
- Gil Vidal com Larry Talbot
- Luis Induni com Sekkar Khan
- Josep Castillo Escalona com Profesor Lacombe
- Ventura Oller com Ralph
- Verónica Miriel com Melody
- Juan Velilla com Norman
- Ana María Mauri com Princesa Ulka
- Gaspar 'Indio' González com Tigre
- José Luis Chinchilla com Temugin
- Fernando Ulloa com Lama
- Víctor Israel com Joel (Guía)
- Carmen Cervera